# Joanis Kujalis
Joanis Kujalis, gr. Ιωάννης Κουγιάλης (ur. 19 września 1957) – cypryjski judoka. Wystąpił na zawodach judo w wadze półśredniej na Letnich Igrzyskach Olimpijskich 1984 w Los Angeles, gdzie zajął 20. miejsce.